# Wiener Associationfootball-Club
El Wiener Associationfootball-Club, també conegut com a Wiener AF o WAF, fou un club de futbol austríac de la ciutat de Viena.

## Història
El club nasqué a partir d'una escissió del Wiener Athletiksport Club, l'any 1910. Els jugadors van escollir el nom Wiener Associationfootball-Club per poder continuar usant les sigles WAC, però els periodistes i públic modificaren la pronunciació del nom esdevenint Wiener Association-Footballclub, WAF.
Quatre anys més tard del seu naixement es proclamà campió nacional, precedint el Wiener AC i empatant a punts amb el Rapid de Viena, essent campió per la diferència de gols. La temporada 1921-22 superà per 2-1 el Wiener Amateur a la final de la Copa. La temporada 1923-24, però, disputà el seu 13è i darrer campionat a la màxima divisió austríaca.
El 1927 es fusionà amb l'Sportclub International Wien esdevenint IAF Wien. Un any més tard jugà unit al Fußball Club Libertas Wien amb el nom IAF-Libertas Wien, però un any després recuperà l'antiga denominació. Durant els any setanta i vuitanta tornà a canviar de nom diverses vegades: WAF KL Leopoldstadt el 1973, WAFKL/Neuchrist Wien del 1977 al 1981 (unió amb el Verein Neuchrist), WAF Leopoldstadt fins al 1983, WAFKL Wimmer del 1984 al 1993, novament WAF Leopoldstadt de 1993 a 2002, per recuperar el nom original WAF aquest darrer any.
L'any 2005 conclou la seva carrera al club l'antic jugador internacional Robert Sara. La temporada 1988-89 guanyà la Copa regional de Viena. L'any 2004, després de descendir a l'Oberliga, el club fou dissolt de forma definitiva.

## Palmarès
- Lliga austríaca de futbol:
  - 1913-14
- Copa austríaca de futbol:
  - 1921-22
- Wiener-Cup:
  - 1988-89